# Mycetosoritis
Mycetosoritis (лат.) — род муравьёв трибы грибководов Attini из подсемейства Myrmicinae. Характерны своим тесным симбиозом с грибами, выращиваемыми в муравейниках. Мелкие мономорфные муравьи, тело с выступами-туберкулами, покрыто обильными изогнутыми волосками. Стебелёк между грудкой и брюшком состоит из двух члеников: петиолюса и постпетиолюса (последний чётко отделён от брюшка), жало развито, куколки голые (без кокона). Гнездо состоит из нескольких ячеек-камер, расположенных вертикально в почве. В качестве субстрата для грибницы используют кусочки фруктов.

## Распространение
Род характерен исключительно для Нового Света (Аргентина, Бразилия, США).

## Классификация
Род включает около 5 видов:
- Mycetosoritis aspera (Mayr, 1887)
- Mycetosoritis clorindae (Kusnezov, 1949)
- Mycetosoritis explicata Kempf, 1968[3]
- Mycetosoritis hartmanni (Wheeler, 1907)
- Mycetosoritis vinsoni Mackay, 1998